# Notoxantha
Notoxantha är ett släkte av fjärilar. Notoxantha ingår i familjen tandspinnare.
Kladogram enligt Catalogue of Life:
| Notoxantha | \| \| Notoxantha aurorina \| \| \| \| \| \| Notoxantha sesamiodes \| \| \| \| |
|            | \| \| Notoxantha aurorina \| \| \| \| \| \| Notoxantha sesamiodes \| \| \| \| |
|            | Notoxantha aurorina                                                           |
|            |                                                                               |
|            | Notoxantha sesamiodes                                                         |
|            |                                                                               |